# 나케나이요루모 나카나이아사모
《울 수 없는 밤도 울지 않는 아침도》(일본어: 泣けない夜も 泣かない朝も 나케나이요루모 나카나이아사모[*])는 GARNET CROW의 13번째 싱글이다. 2003년 7월 23일 GIZA studio에서 발매되었다.
전곡의 작곡은 나카무라 유리, 작사는 아즈키 나나, 편곡은 후루이 히로히토가 맡았다.

## 수록곡
1. 울 수 없는 밤도 울지 않는 아침도
2. For South
3. 울 수 없는 밤도 울지 않는 아침도 -instrumental-

## 차트 성적
- 최고순위 13위 (오리콘)